# Saison 2019-2020 du Stade Malherbe Caen
Chronologie
Saison précédente Saison suivante
La saison 2019-2020 du Stade Malherbe de Caen, club de football français, voit le club évoluer en Ligue 2. C'est la 29e saison du club normand à ce niveau.
Après cinq saisons consécutives en Ligue 1, Malherbe est de retour dans l'antichambre de l'élite et doit repartir sur de nouvelles bases. Le club nomme un nouveau président, Fabrice Clément, et un nouvel entraîneur, Rui Almeida. L'objectif de la saison est de terminer dans les cinq premiers.
Tous les joueurs cadres s'en vont, notamment pour combler le déficit du club à la suite de la relégation. Avec 22 départs dont 9 joueurs de l'équipe type, l'effectif est à reconstruire entièrement pour la deuxième année consécutive. Malherbe bâtit alors une équipe composée de joueurs de Ligue 2 aguerris associés à des jeunes formés au club.
Le début de saison est catastrophique. Rui Almeida insiste pour installer un système en 3-5-2 qui ne prend pas. Après quatre défaites consécutives en septembre, l’entraîneur est limogé, remplacé par Pascal Dupraz. L'équipe souffle alors le chaud et le froid jusqu'au mois de mars et la 28e journée, période où le championnat est interrompu puis définitivement arrêté en raison de la Pandémie de Covid-19 en France. Malherbe termine à une anecdotique 13e place.

## Historique

### Avant-saison
Le SMC, fraîchement relégué, doit une nouvelle fois tout reconstruire. Dès la fin du mois de mai, tout le monde s'en va. Les deux entraîneurs Fabien Mercadal et Rolland Courbis tout d'abord, puis le président Gilles Sergent quelques jours plus tard. Se disant « exténué », ce dernier passe la main à Fabrice Clément qui devient le nouveau président du directoire.

#### À la recherche du nouvel entraîneur
Les dirigeants rencontrent de nombreux techniciens début juin. Olivier Dall'Oglio est la priorité du club, mais la relégation change les plans de l'ancien coach de Dijon, qui file à Brest. Le club jette ensuite son dévolu sur Frédéric Hantz, mais après plusieurs entretiens, aucun accord n'est trouvé entre les deux parties. Les noms de Régis Brouard, Didier Olle-Nicolle et Laurent Guyot sont ensuite évoqués et confirmés par le directoire, avant que Franck Passi n'entre en lice également.
Le 8 juin 2019, les dirigeants caennais ont choisi. Le Portugais Rui Almeida, entraîneur de l'ESTAC, débarque au SMC pour une durée de deux ans, plus une année en option. Le président Fabrice Clément justifie ce choix en expliquant qu'il fallait apporter « de la rigueur et du professionnalisme ».
Rui Almeida devient le cinquième entraîneur caennais de nationalité étrangère, le premier depuis Gabriel Calderón en 1997. Il est également le premier entraîneur portugais de l'histoire du club. Il est licencié le 28 septembre 2019 à la suite d'une 4e défaite d’affilée et une 17e place en Ligue 2.
Le 1er octobre 2019 le club annonce avoir trouvé un accord avec Pascal Dupraz.

#### Mercato
Inactif durant les deux premières semaines du mercato, Malherbe enchaîne plusieurs signatures à partir du 23 juin. Ainsi l'expérimenté milieu strasbourgeois Anthony Gonçalves signe pour trois ans. Deux jours plus tard, le latéral droit Arnold Isako, totalement inconnu en France et repéré par Rui Almeida au Portugal trois ans auparavant, rejoint le club pour deux saisons,. Le 27 juin, le défenseur central du SCO d'Angers Pape Djibril Diaw est prêté pour une saison. Le 29 juin, le milieu de terrain Jessy Pi résilie son contrat avec le Toulouse FC et s'engage pour deux saisons. Libre de tout contrat, le défenseur du FC Metz Jonathan Rivierez signe pour deux ans le 10 juillet. Malherbe continue de renforcer sa défense et Anthony Weber arrive en provenance de Brest.
Dans le sens des départs, La première perte majeure pour le SMC est Alexander Djiku. Longtemps en contact avec des clubs espagnols et disposant d'un bon de sortie, le défenseur signe finalement pour quatre saisons à Strasbourg pour un peu moins de 5 M€. Yacine Bammou, qui ne s'est pas imposé la saison passée, est prêté avec option d'achat au club turc d'Alanyaspor. Le 15 juillet, Stef Peeters quitte le SMC et rejoint Fabien Mercadal au Cercle de Bruges.
D'autres cadres s'en vont aussi. Le 27 juillet, Enzo Crivelli prend la destination de la Turquie et s'engage au Istanbul Başakşehir FK. Le 1er août, Fayçal Fajr, qui avait déclaré publiquement un mois plus tôt ne pas vouloir jouer en Ligue 2, retourne à Getafe et signe pour deux saisons. Quelques jours plus tard, c'est Casimir Ninga qui prend la direction du SCO d'Angers.
Malherbe vit une valse des gardiens dans la même journée. Le 7 août, Brice Samba quitte le SMC et signe en deuxième division anglaise, à Nottingham Forest. Dans le même temps, Rémy Riou débarque en Normandie en provenance de Charleroi en Belgique.
La fin du mercato est rythmée par deux feuilletons, celui concernant Jonathan Gradit en premier lieu. Le défenseur, en contact avec le RC Lens depuis plusieurs semaines, doit choisir entre le club sang et or et une prolongation à Malherbe. Finalement, le 20 août, les dirigeants caennais le cèdent aux Lensois.
Le SMC doit également trouver au minimum deux attaquants pour remplacer Crivelli et Ninga. Le 21 août, le nantais Santy Ngom signe pour trois ans. Quelques jours plus tard, Jordan Tell est prêté par le Stade rennais pour une saison sans option d'achat. Formé au club, Tell revient ainsi pour une pige deux ans après son départ du SMC.
Les tout derniers jours du mercato sont animés. En difficulté en attaque après six journées, Malherbe recrute le 31 août deux nouveaux joueurs offensifs. Azzeddine Toufiqui, né à Caen et transfuge de la réserve du PSG, ainsi que Caleb Zady Sery, en provenance de l'AC Ajaccio.
Caen enregistre encore deux renforts le tout dernier jour du mercato. Le 2 septembre, l'attaquant dijonnais Benjamin Jeannot et le défenseur toulousain Steeve Yago rejoignent le SMC respectivement pour quatre ans et deux ans.
| Nom                      | Nationalité                      | Transfert (montant)     | Provenance/Destination | Division            |
| Arrivées                 | Arrivées                         | Arrivées                | Arrivées               | Arrivées            |
| ------------------------ | -------------------------------- | ----------------------- | ---------------------- | ------------------- |
| Rui Almeida (entraîneur) | Portugal                         | Transfert (env. 0,25M€) | ESTAC                  | Ligue 2             |
| Anthony Gonçalves        | France                           | Transfert               | RC Strasbourg          | Ligue 1             |
| Arnold Isako             | République démocratique du Congo | Libre                   | Mumbai City FC         | Indian Super League |
| Jessy Pi                 | France                           | Libre                   | Toulouse FC            | Ligue 1             |
| Anthony Weber            | France                           | Transfert (env. 0,5M€)  | Stade brestois         | Ligue 2             |
| Pape Djibril Diaw        | Sénégal                          | Prêt                    | Angers SCO             | Ligue 1             |
| Jonathan Rivierez        | France                           | Libre                   | FC Metz                | Ligue 2             |
| Rémy Riou                | France                           | Transfert               | Sporting Charleroi     | Jupiler Pro League  |
| Santy Ngom               | Sénégal                          | Transfert (env. 0,5M€)  | FC Nantes              | Ligue 1             |
| Jordan Tell              | France                           | Prêt sans OA            | Stade rennais          | Ligue 1             |
| Azzeddine Toufiqui       | France                           | Transfert (env. 0,25M€) | Paris Saint Germain    | Ligue 1             |
| Caleb Zady Sery          | Côte d'Ivoire                    | Transfert (env. 1,9M€)  | AC Ajaccio             | Ligue 2             |
| Durel Avounou            | République du Congo              | Retour de prêt          | US Orléans             | Ligue 2             |
| Benjamin Jeannot         | France                           | Transfert               | Dijon FCO              | Ligue 1             |
| Steeve Yago              | Burkina Faso                     | Libre                   | Toulouse FC            | Ligue 1             |
| Jad Mouaddib             | France                           | Premier contrat pro     | Formé au club          |                     |
| Hugo Vandermersch        | France                           | Premier contrat pro     | Formé au club          |                     |
| Départs                  |                                  |                         |                        |                     |
| Alexander Djiku          | France                           | Transfert (env. 4,5 M€) | RC Strasbourg          | Ligue 1             |
| Enzo Crivelli            | France                           | Transfert (env. 2,5 M€) | Istanbul Başakşehir FK | Süper Lig           |
| Brice Samba              | France                           | Transfert (env. 2,1 M€) | Nottingham Forest      | Championship        |
| Casimir Ninga            | Tchad                            | Transfert (env. 3 M€)   | Angers SCO             | Ligue 1             |
| Fayçal Fajr              | Maroc                            | Transfert (env. 2 M€)   | Getafe Club de Fútbol  | Liga                |
| Yacine Bammou            | Maroc                            | Prêt avec OA            | Alanyaspor             | Süper Lig           |
| Jonathan Gradit          | France                           | Transfert (env. 0,75M€) | RC Lens                | Ligue 2             |
| Aly Ndom                 | France                           | Retour de prêt          | Stade de Reims         | Ligue 1             |
| Frédéric Guilbert        | France                           | Retour de prêt          | Aston Villa            | Premier League      |
| Stef Peeters             | Belgique                         | Transfert               | Cercle de Bruges       | Jupiler Pro League  |
| Paul Baysse              | France                           | Retour de prêt          | Bordeaux               | Ligue 1             |
| Claudio Beauvue          | France                           | Retour de prêt          | Celta Vigo             | Liga                |
| Saîf-Eddine Khaoui       | Tunisie                          | Retour de prêt          | Olympique de Marseille | Ligue 1             |
| Jad Mouaddib             | France                           | Prêt                    | US Granville           | National 2          |
| Marvin Golitin           | France                           | Prêt                    | US Granville           | National 2          |
| Ismaël Diomandé          | Côte d'Ivoire                    | Fin de contrat          | Caykur Rizespor        | Süper Lig           |
| Paul Reulet              | France                           | Fin de contrat          |                        |                     |
| Mouhamadou Dabo          | France                           | Fin de contrat          |                        |                     |
| Romain Genevois          | France                           | Fin de contrat          |                        |                     |
| Emmanuel Imorou          | Bénin                            | Fin de contrat          | Thonon Evian GGFC      | Régional 1          |
| Pape Sané                | Sénégal                          | Contrat résilié         | Rodez Aveyron Football | Ligue 2             |
| Valentin Voisin          | France                           | Fin de contrat          | UC Bricquebec          | Régional 3          |

### Récit de la phase aller
Malherbe attaque le championnat après une préparation estivale poussive. L'effectif est encore en chantier, le SMC n'a gagné qu'un seul match amical et a inscrit peu de buts. Le doute s'installe dès la première journée, après un terne match nul à Sochaux (0-0). Les Caennais perdent ensuite leur premier match à domicile face à Lorient (1-2).
La première victoire a lieu la semaine suivante, sur le terrain d'Ajaccio (1-2). Pour son premier match, Rémy Riou réalise à cette occasion des arrêts décisifs, et permet au SMC de repartir avec les trois points, malgré une nouvelle performance plutôt fade.
L'équipe éprouve de grandes difficultés à trouver des solutions offensives. Le projet de jeu de Rui Almeida, sur la base d'un système en 5-3-2, ne fonctionne pas, mais le portugais maintient sa tactique contre vents et marées.
Après une élimination en coupe de la ligue et deux nouveaux matchs nuls contre Chambly et Niort, Malherbe s'enfonce au classement et entame une série noire de quatre défaites consécutives, dont un cinglant revers (0-3) face au Havre AC à domicile.
Le 21 septembre, à la suite de la défaite contre Lens, le président Fabrice Clément déclare qu'il perd patience. Les choses ne s'arrangent pas la semaine suivante, Caen perd à Grenoble (1-0) après un nouveau match insipide. Le lendemain, l’entraîneur Rui Almeida est renvoyé.
Son remplacement ne tarde pas. Le 1er octobre, l'ancien entraîneur de Toulouse Pascal Dupraz signe pour deux saisons.
Le style de jeu instauré par le nouvel entraîneur est diamétralement opposé à celui de Rui Almeida, avec un jeu plus « spontané et vertical»,.
Le SMC entame alors une série encourageante de huit matchs sans défaite, mais tout en concédant cinq matchs nuls. L'équipe, plus solide défensivement et plus mobile sur le terrain, pèche toujours à la finition. Finalement, après une défaite surprise à Rodez (2-1) et un nouveau match nul, Malherbe termine la première moitié de saison à la 13e place.
| Nom                        | Nationalité         | Transfert (montant) | Provenance/Destination | Division   |
| Arrivées                   | Arrivées            | Arrivées            | Arrivées               | Arrivées   |
| -------------------------- | ------------------- | ------------------- | ---------------------- | ---------- |
| Pascal Dupraz (entraîneur) | France              | Libre               |                        |            |
| Nicholas Gioacchini        | États-Unis - Italie | Premier contrat pro |                        |            |
| Départs                    |                     |                     |                        |            |
| Rui Almeida (entraîneur)   | Portugal            | Contrat résilié     |                        |            |
| Brice Tutu                 | France              | Prêt                | SC Bastia              | National 2 |

### Mercato d'hiver
Pour ce mercato hivernal, le SMC cherche avant tout à dégraisser son effectif qui est composé d'une trentaine de joueurs. Les dirigeants souhaitent également prêter ses jeunes éléments qui sont en manque de temps de jeu.
Au rayon des arrivées, le club cherche un attaquant de couloir pouvant apporter de la vitesse et de la percussion. Le club peine à dégraisser son effectif. Avec quatre départs dont deux lors des dernières minutes du mercato, Malherbe ne trouve pas le temps nécessaire pour faire venir un renfort.
| Nom             | Nationalité | Transfert (montant) | Provenance/Destination | Division       |
| Départs         | Départs     | Départs             | Départs                | Départs        |
| --------------- | ----------- | ------------------- | ---------------------- | -------------- |
| Arnold Isako    | RD Congo    | Prêt                | SC Farense             | Ledman LigaPro |
| Younn Zahary    | France      | Prêt                | Pau FC                 | National       |
| Evens Joseph    | France      | Prêt                | US Boulogne            | National       |
| Baïssama Sankoh | Guinée      | Contrat résilié     |                        |                |

## Joueurs et club

### Effectif professionnel 2019-2020
| #  | Nom                     | Poste | Age | Nationalité   | Total Matchs | Total Buts |
| -- | ----------------------- | ----- | --- | ------------- | ------------ | ---------- |
| 1  | Erwin Zelazny           | G     | 27  | France        | 4            | 0          |
| 16 | Thomas Callens          | G     | 20  | France        | 0            | 0          |
| 30 | Rémy Riou               | G     | 31  | France        | 28           | 0          |
| -  | Brice Samba             | G     | 25  | Congo         | 1            | 0          |
| 2  | Steeve Yago             | D     | 26  | Burkina Faso  | 18           | 0          |
| 3  | Yoël Armougom           | D     | 21  | France        | 26           | 1          |
| 4  | Pape Djibril Diaw       | D     | 24  | Sénégal       | 7            | 1          |
| 18 | Jonathan Rivierez       | D     | 30  | France        | 33           | 2          |
| 22 | Adama Mbengue           | D     | 25  | Sénégal       | 21           | 1          |
| 24 | Hugo Vandermersch       | D     | 20  | France        | 23           | 1          |
| 28 | Anthony Weber           | D     | 32  | France        | 29           | 0          |
| -  | Jonathan Gradit         | D     | 26  | France        | 2            | 0          |
| -  | Younn Zahary            | D     | 20  | France        | 4            | 0          |
| -  | Arnold Isako            | D     | 27  | RD Congo      | 0            | 0          |
| 6  | Prince Oniangué         | M     | 30  | Congo         | 24           | 5          |
| 8  | Jessy Deminguet         | M     | 21  | France        | 30           | 5          |
| 15 | Jan Repas               | M     | 22  | Slovénie      | 11           | 0          |
| 17 | Anthony Gonçalves       | M     | 33  | France        | 25           | 2          |
| 20 | Durel Avounou           | M     | 21  | Congo         | 6            | 0          |
| 27 | Azzeddine Toufiqui (en) | M     | 20  | France        | 3            | 0          |
| 29 | Jessy Pi                | M     | 25  | France        | 26           | 6          |
| -  | Alexis Beka Beka        | M     | 18  | France        | 0            | 0          |
| -  | Baissama Sankoh         | M     | 27  | Guinée        | 10           | 4          |
| -  | Jad Mouaddib (en)       | M     | 20  | Maroc         | 0            | 0          |
| 7  | Nicholas Gioacchini     | A     | 18  | États-Unis    | 18           | 4          |
| 9  | Benjamin Jeannot        | A     | 27  | France        | 17           | 2          |
| 10 | Jordan Tell             | A     | 22  | France        | 5            | 0          |
| 11 | Santy Ngom              | A     | 26  | Sénégal       | 3            | 0          |
| 14 | Caleb Zady Sery         | A     | 19  | Côte d'Ivoire | 19           | 1          |
| 19 | Malik Tchokounté        | A     | 30  | France        | 19           | 4          |
| 23 | Herman Moussaki (en)    | A     | 20  | Congo         | 16           | 0          |
| 25 | Godson Kyeremeh         | A     | 19  | France        | 1            | 0          |
| 32 | Kélian Nsona            | A     | 17  | France        | 7            | 0          |
| 34 | Timo Stavitski          | A     | 19  | Finlande      | 0            | 0          |
| -  | Casimir Ninga           | A     | 26  | Tchad         | 1            | 0          |
| -  | Yacine Bammou           | A     | 27  | Maroc         | 0            | 0          |
| -  | Evens Joseph            | A     | 19  | France        | 6            | 0          |
| -  | Brice Tutu (en)         | A     | 21  | France        | 4            | 0          |
| -  | Andreas Hountondji (en) | A     | 16  | France        | 1            | 0          |

Staff
- Entraineur : Rui Almeida, puis Pascal Dupraz
- Adjoint : Gabriel Santos et Alexandre Santos, puis Stéphane Bernard
- Entraineur des gardiens : Eddy Costil
- Préparateurs physiques : Jean-Marc Branger et Baptiste Hamid

### Staff technique
Dans un premier temps, le club se sépare non seulement des deux co-entraîneurs Fabien Mercadal et Rolland Courbis mais aussi de plusieurs adjoints. Ainsi Michel Audrain, Hervé Sekli et Christophe Manouvrier quittent le club. Fabrice Vandeputte retourne lui entraîner l'équipe réserve.
À la suite de la nomination de Rui Almeida comme nouvel entraîneur, un nouveau staff est composé. Le technicien portugais arrive avec son adjoint Gabriel Santos. Transfuge de la réserve du Sporting Portugal, Alexandre Santos est nommé deuxième adjoint, tandis qu'Eddy Costil, déjà au club depuis de nombreuses années au centre de formation, devient le nouvel entraineur des gardiens.
Ce staff ne reste cependant en place que quelques semaines. En raison du début de saison cauchemardesque (six points en neuf matchs), Rui Almeida est remercié fin septembre, ainsi que ses adjoints. Il est remplacé dans la foulée par Pascal Dupraz. L’entraîneur savoyard signe pour deux saisons. Ce dernier arrive à Malherbe en compagnie de son adjoint Stéphane Bernard ainsi que du préparateur physique Baptiste Hamid.

## Rencontres de la saison

### Championnat de Ligue 2
Le championnat débute le 26 juillet 2019 et se termine le 15 mai 2020. Le dernier match a lieu le 6 mars 2020, le déplacement de Caen a Valenciennes étant reporté au dernier moment, avant l'annulation définitive de la saison du fait de la Pandémie de Covid-19.
| Date                       | Heure | Journée | Adversaire        | Lieu | Résultat | Buteurs pour le SM Caen                                    | Points | Class. | Affluence | Averti                                     | Carton rouge |
| -------------------------- | ----- | ------- | ----------------- | ---- | -------- | ---------------------------------------------------------- | ------ | ------ | --------- | ------------------------------------------ | ------------ |
| Vendredi 26 juillet 2019   | 20h00 | 1       | FC Sochaux        | Ext. | 0-0      |                                                            | 1      | 14e    | 6 429     | Moussaki, Gonçalves, Gradit                |              |
| Lundi 5 août 2019          | 20h45 | 2       | FC Lorient        | Dom. | 1-2      | Deminguet 90+1e                                            | 1      | 14e    | 11 216    | Pi, Gonçalves, Armougom, Gradit            |              |
| Vendredi 9 août 2019       | 20h00 | 3       | AC Ajaccio        | Ext. | 1-2      | Deminguet 4e, Sankoh 45+2e (pen.)                          | 4      | 9e     | 3 117     | Pi                                         | Diaw         |
| Vendredi 16 août 2019      | 20h00 | 4       | FC Chambly        | Dom. | 0-0      |                                                            | 5      | 11e    | 9 762     | Rivierez, Tchokounté                       |              |
| Vendredi 23 août 2019      | 20h00 | 5       | Niort             | Ext. | 1-1      | Sankoh 6e                                                  | 6      | 12e    | 3 456     | Vandermersch                               |              |
| Vendredi 30 août 2019      | 20h00 | 6       | Havre AC          | Dom. | 0-3      |                                                            | 6      | 15e    | 14 578    |                                            |              |
| Vendredi 13 septembre 2019 | 20h00 | 7       | ESTAC Troyes      | Ext. | 2-1      | Sankoh 78e                                                 | 6      | 16e    | 5 465     | Armougom                                   |              |
| Samedi 21 septembre 2019   | 15h00 | 8       | RC Lens           | Dom. | 0-2      |                                                            | 6      | 16e    | 11 786    | Sankoh, Yago, Weber, Pi                    |              |
| Vendredi 27 septembre 2019 | 20h00 | 9       | Grenoble          | Ext. | 1-0      |                                                            | 6      | 17e    | 5 742     | Zady Sery, Gonçalves                       |              |
| Vendredi 4 octobre 2019    | 20h00 | 10      | LB Châteauroux    | Dom. | 1-1      | Oniangué 60e                                               | 7      | 17e    | 9 277     | Vandermersch                               |              |
| Vendredi 18 octobre 2019   | 20h00 | 11      | VAFC              | Dom. | 0-0      |                                                            | 8      | 17e    | 8 945     | Pi, Deminguet                              |              |
| Vendredi 25 octobre 2019   | 20h00 | 12      | Paris FC          | Ext. | 2-4      | Gioacchini 29e, Gonçalves 60e, Pi 66e, Sankoh 90+3e (pen.) | 11     | 16e    | 3 052     | Yago, Rivierez                             |              |
| Vendredi 1er novembre 2019 | 20h00 | 13      | US Orléans        | Dom. | 2-1      | Cambon 33e (csc), Pi 70e                                   | 14     | 15e    | 10 135    | Yago, Gonçalves                            |              |
| Vendredi 8 novembre 2019   | 20h00 | 14      | AJ Auxerre        | Ext. | 1-1      | Oniangué 47e                                               | 15     | 14e    | 4 567     | Pi, Gonçalves                              |              |
| Vendredi 22 novembre 2019  | 20h00 | 15      | Le Mans FC        | Dom. | 3-3      | Deminguet 26e, 38e, 56e                                    | 16     | 15e    | 10 664    | Oniangué,Weber,Deminguet                   |              |
| Vendredi 29 novembre 2019  | 20h00 | 16      | EA Guingamp       | Ext. | 1-1      | Tchokounté 79e                                             | 17     | 14e    | 9 224     | Weber                                      |              |
| Lundi 2 décembre 2019      | 20h45 | 17      | AS Nancy-Lorraine | Dom. | 1-0      | Gioacchini 60e                                             | 20     | 12e    | 8 798     | Gonçalves, Gioacchini, Yago                |              |
| Vendredi 13 décembre 2019  | 20h00 | 18      | Rodez AF          | Ext. | 2-1      | Mbengue 73e                                                | 20     | 13e    | 2 793     | Vandermersch, Oniangue, Gonçalves, Jeannot |              |
| Vendredi 20 décembre 2019  | 20h00 | 19      | Clermont          | Dom. | 0-0      |                                                            | 21     | 13e    | 9 529     | Jeannot, Yago                              |              |
| Lundi 13 janvier 2020      | 20h45 | 20      | FC Lorient        | Ext. | 2-1      | Pi 16e (pen.)                                              | 21     | 15e    | 7 110     | Vandermersch                               | Weber        |
| Vendredi 24 janvier 2020   | 20h00 | 21      | AC Ajaccio        | Dom. | 0-1      |                                                            | 21     | 16e    | 10 880    | Beka Beka, Jeannot, Tchokounté             | Jeannot      |
| Vendredi 31 janvier 2020   | 20h00 | 22      | FC Chambly        | Ext. | 0-1      | Zady Sery 73e                                              | 24     | 14e    | 2 333     | Yago, Deminguet, Rivierez, Gonçalves, Riou |              |
| Mardi 4 février 2020       | 21h05 | 23      | Niort             | Dom. | 4-3      | Pi 49e (pen.), Deminguet 56e, Jeannot 60e 79e (pen.)       | 27     | 13e    | 8 316     | Vandermersch, Rivierez                     |              |
| Vendredi 7 février 2020    | 20h00 | 24      | Havre AC          | Ext. | 1-1      | Oniangué 90e                                               | 28     | 13e    | 12 125    | Armougom, Gioacchini                       | Yago         |
| Vendredi 14 février 2020   | 20h00 | 25      | ESTAC Troyes      | Dom. | 0-1      |                                                            | 28     | 14e    | 9 239     |                                            |              |
| Samedi 22 février 2020     | 15h00 | 26      | RC Lens           | Ext. | 1-4      | Tchokounté 22e (pen.) 74e, Oniangué 31e (pen.) 72e         | 31     | 13e    | 27 711    | Tchokounté, Gioacchini                     |              |
| Vendredi 28 février 2020   | 20h00 | 27      | Grenoble          | Dom. | 2-0      | Pi 17e (pen.), Maubleu 18e (csc)                           | 34     | 11e    | 9 845     | Deminguet                                  |              |
| Vendredi 6 mars 2020       | 20h00 | 28      | LB Châteauroux    | Ext. | 2-1      | Tchokounté 27e                                             | 34     | 13e    | 6 660     | Moussaki                                   |              |

Extrait du classement de Ligue 2 2019-2020
| Rang | Équipe                        | Pts | J  | G | N  | P  | Bp | Bc | Diff |
| ---- | ----------------------------- | --- | -- | - | -- | -- | -- | -- | ---- |
| 11   | AJ Auxerre                    | 34  | 28 | 8 | 10 | 10 | 31 | 30 | +1   |
| 12   | AS Nancy Lorraine             | 34  | 28 | 6 | 16 | 6  | 27 | 26 | +1   |
| 13   | SM Caen R                     | 34  | 28 | 8 | 10 | 10 | 33 | 34 | −1   |
| 14   | FC Sochaux-Montbéliard        | 34  | 28 | 8 | 10 | 10 | 28 | 30 | −2   |
| 15   | La Berrichonne de Châteauroux | 34  | 28 | 9 | 7  | 12 | 22 | 38 | −16  |

### Coupe de France
| 7e tour                | ASI Mûrs-Érigné (R2) | 0 - 6   | SM Caen (L2) |                                                                             |                                                                             |
| 16 novembre 2019 18h00 |                      | (0 - 3) | 8e Vandermersch ( Pi) · 11e Gioacchini ( Deminguet) · 18e (pen.) Pi · 68e Rivierez · 83e Armougom · 86e Diaw ( Armougom) | Stade Raymond-Kopa, Angers Spectateurs : 4 065 Arbitrage : Romain Lissorgue | Stade Raymond-Kopa, Angers Spectateurs : 4 065 Arbitrage : Romain Lissorgue |
| 16 novembre 2019 18h00 |                      | Rapport | 35e Vandermersch | Stade Raymond-Kopa, Angers Spectateurs : 4 065 Arbitrage : Romain Lissorgue | Stade Raymond-Kopa, Angers Spectateurs : 4 065 Arbitrage : Romain Lissorgue |

| 8e tour               | C' Chartres Football (N2) | 0 - 1   | SM Caen (L2)                                         |                                                                                |                                                                                |
| 7 décembre 2019 14h15 |                           | (0 - 1) | 26e Gonçalves ( Jeannot)                             | Stade Jacques-Couvret, Chartres Spectateurs : 4 000 Arbitrage : Philippe Lucas | Stade Jacques-Couvret, Chartres Spectateurs : 4 000 Arbitrage : Philippe Lucas |
| 7 décembre 2019 14h15 |                           | Rapport | 18e Gonçalves · 57e Deminguet · 72e Pi · 88e Mbengue | Stade Jacques-Couvret, Chartres Spectateurs : 4 000 Arbitrage : Philippe Lucas | Stade Jacques-Couvret, Chartres Spectateurs : 4 000 Arbitrage : Philippe Lucas |

| 1/32e de finale      | FC Guichen (R1)  | 1 - 2   | SM Caen (L2)                               |                                                                                    |                                                                                    |
| 4 janvier 2020 13h00 | Manounou 78e     | (0 - 2) | 10e Gioacchini ( Deminguet) · 26e Rivierez | Stade du Commandant Bougouin, Rennes Spectateurs : 2 833 Arbitrage : Jérémy Stinat | Stade du Commandant Bougouin, Rennes Spectateurs : 2 833 Arbitrage : Jérémy Stinat |
| 4 janvier 2020 13h00 | Alex Février 35e | Rapport |                                            | Stade du Commandant Bougouin, Rennes Spectateurs : 2 833 Arbitrage : Jérémy Stinat | Stade du Commandant Bougouin, Rennes Spectateurs : 2 833 Arbitrage : Jérémy Stinat |

| 1/16e de finale       | Montpellier (L1)                                                                      | 5 - 0   | SM Caen (L2) |                                                                                |                                                                                |
| 19 janvier 2020 13h00 | Savanier 24e (pen.) · Laborde 37e · ( Souquet) ( Souquet) Delort 40e 64e · Mollet 59e | (3 - 0) |              | Stade de la Mosson, Montpellier Spectateurs : 4 697 Arbitrage : Thomas Leonard | Stade de la Mosson, Montpellier Spectateurs : 4 697 Arbitrage : Thomas Leonard |
| 19 janvier 2020 13h00 | Ferri 21e                                                                             | Rapport | 32e, 42e Pi  | Stade de la Mosson, Montpellier Spectateurs : 4 697 Arbitrage : Thomas Leonard | Stade de la Mosson, Montpellier Spectateurs : 4 697 Arbitrage : Thomas Leonard |

### Coupe de la Ligue
Les 20 clubs de Ligue 2, dont Caen, ainsi que les 4 clubs professionnels de National entrent en lice au premier tour de la coupe. Le SM Caen, qui reçoit l'AS Nancy-Lorraine, est éliminé sur le score de 0-1 dès son entrée en compétition.  
| Premier tour       | SM Caen (L2)             | 0 - 1   | AS Nancy-Lorraine (L2)    | Stade Michel-d'Ornano, Caen                                         |                                                                     |
| 13 août 2019 20h00 |                          | (0 - 0) | 64e Gueye ( Vagner)       | Spectateurs : 7 807 Diffuseur : Foot+ Arbitrage : Nicolas Rainville | Spectateurs : 7 807 Diffuseur : Foot+ Arbitrage : Nicolas Rainville |
| 13 août 2019 20h00 | Sankoh 59e · Avounou 78e | Rapport | 37e Gueye · 50e N'Guessan | Spectateurs : 7 807 Diffuseur : Foot+ Arbitrage : Nicolas Rainville | Spectateurs : 7 807 Diffuseur : Foot+ Arbitrage : Nicolas Rainville |

## Équipe réserve
L'équipe réserve évolue en National 3. Elle termine leader de son groupe et monte en National 2 pour la saison 2020-2021.

## Statistiques

### Classements des buteurs et passeurs (toutes compétitions)
| Rang | Joueur              | Ligue 2 | Coupe de France | Coupe de la Ligue | Total |
| ---- | ------------------- | ------- | --------------- | ----------------- | ----- |
| 1    | Jessy Deminguet     | 6       | 0               | 0                 | 6     |
| 1    | Jessy Pi            | 5       | 1               | 0                 | 6     |
| 3    | Prince Oniangué     | 5       | 0               | 0                 | 5     |
| 4    | Baïssama Sankoh     | 4       | 0               | 0                 | 4     |
| 4    | Malik Tchokounté    | 4       | 0               | 0                 | 4     |
| 4    | Nicholas Gioacchini | 2       | 2               | 0                 | 4     |
| 7    | Benjamin Jeannot    | 2       | 0               | 0                 | 2     |
| 7    | Anthony Gonçalves   | 1       | 1               | 0                 | 2     |
| 7    | Jonathan Rivierez   | 0       | 2               | 0                 | 2     |
| 10   | Adama Mbengue       | 1       | 0               | 0                 | 1     |
| 10   | Caleb Zady Sery     | 1       | 0               | 0                 | 1     |
| 10   | Hugo Vandermersch   | 0       | 1               | 0                 | 1     |
| 10   | Yoël Armougom       | 0       | 1               | 0                 | 1     |
| 10   | Djibril Diaw        | 0       | 1               | 0                 | 1     |

| Rang | Joueur            | Ligue 1 | Coupe de France | Coupe de la Ligue | Total |
| ---- | ----------------- | ------- | --------------- | ----------------- | ----- |
| 1    | Caleb Zady Sery   | 5       | 0               | 0                 | 5     |
| 2    | Jessy Deminguet   | 2       | 2               | 0                 | 4     |
| 3    | Jessy Pi          | 2       | 1               | 0                 | 3     |
| 4    | Anthony Gonçalves | 2       | 0               | 0                 | 2     |
| 4    | Yoël Armougom     | 1       | 1               | 0                 | 2     |
| 6    | Benjamin Jeannot  | 0       | 1               | 0                 | 1     |

Statistiques mises a jour apres la 38e journée.